# David Connolly
David James Connolly (London, 1977. június 6. –) Angliában született ír válogatott csatár, jelenleg a Portsmouth játékosa.

## Sikerei, díjai
Sunderland
- Angol másodosztály bajnoka: 2006–2007

Southampton
- Football League Trophy: 2010

## Fordítás
- Ez a szócikk részben vagy egészben  a   David Connolly című angol Wikipédia-szócikk fordításán alapul.  Az eredeti cikk szerkesztőit annak laptörténete sorolja fel. Ez a jelzés csupán a megfogalmazás eredetét és a szerzői jogokat jelzi, nem szolgál a cikkben szereplő információk forrásmegjelöléseként.